# Douglas Hulick
Douglas Lee Hulick (* 1965 in Fargo, North Dakota) ist ein amerikanischer Autor von Fantasyromanen. Sein Roman Among Thieves war 2011 in der engeren Auswahl für den Kitschies Golden Tentacle Award für den besten Debütroman.

## Leben
Hulick erwarb zunächst er einen Abschluss als Bachelor of Arts in Englisch und Geschichte an der University of Illinois und machte später seinen Master in Mittelaltergeschichte an der New Mexico State University. Danach finanzierte er seinen Lebensunterhalt mit Gelegenheitsjobs unter anderem als Kellner, Buchhändler, Rollenspielautor. Ein Buch über Sprache und Praktiken krimineller Subkulturen inspirierte ihn dazu, Fantasy zu schreiben.

## Werke
- Serie Tales of the Kin:

1. Among Thieves. Roc Books, 2011, ISBN 978-0-451-46390-6, deutsch als: Unter Dieben. Roman. Deutsche Übersetzung von Norbert Stöbe, Heyne, München 2012, ISBN 978-3-453-52862-8
2. Sworn in Steel. Roc Books, 2014, ISBN 978-0-451-46447-7